# Коллетт, Уэйн
Уэйн Кёртис Коллетт (англ. Wayne Curtis Collett, 20 октября 1949, Лос-Анджелес, Калифорния, США — 17 марта 2010, Лос-Анджелес, Калифорния, США) — американский бегун, серебряный призёр Олимпиады в Мюнхене (1972) на дистанции 400 метров.

## Биография
На Олимпийских играх 1972 года финишировал вторым в забеге на 400 м. На церемонии награждения во время исполнения американского гимна он и победитель соревнований Винсент Мэттьюз стояли и непринужденно разговаривали между собой, не обращая внимания на гимн. Как потом выяснилось, на этот шаг они пошли в знак поддержки борьбы афроамериканцев за свои гражданские права. МОК отстранил спортсменов от дальнейшего участия в Играх и сборная США не смогла выставить команду на эстафету 4×400 м.
По окончании карьеры получил юридическое образование и работал в качестве адвоката и юриста в сфере недвижимости.
Двоюродная сестра Коллетта Регина Джекобс (англ. Regina Jacobs, род. 1963) также занималась лёгкой атлетикой и трижды участвовала в Олимпийских играх (1988, 1992 и 1996), но не добилась на них особых успехов.